# 히로사키가쿠인다이마에역
히로사키가쿠인다이마에역(일본어: 弘前学院大前駅)은 일본 아오모리현 히로사키시에 위치한 고난 철도 고난 선의 철도역이다. 섬식 승강장 1면 2선의 구조를 갖춘 지상역이다.

## 타는 곳
| 1 | ■ 오와니 선 | 하행 | 주오히로사키 방면 |
| 2 | ■ 고난 선   | 상행 | 오와니 방면       |

## 역 주변
- 히로사키 대학
- 히로사키 가쿠인 대학
- 도호쿠 여자 대학

## 역사
- 1952년 1월 26일 : 히로사키 전기 철도의 니시히로사키역으로서 개업.
- 1970년 10월 1일 : 고난 철도로 양도.
- 1971년
  - 11월 28일 : 차고를 쓰가루오사와 역 구내로 이전.
  - 12월 1일 : 고난 철도에서 처음으로 자동 발권기 2대를 설치.
- 1985년 10월 1일 : 역 업무 위탁화.
- 2006년
  - 4월 1일 : 여기까지 공휴일 이외에 토요일에도 종일 창구 영업 정지.
  - 5월 17일 : 평일에도 일부 시간대에 창구 영업 정지.
- 2008년 9월 1일 : 히로사키가쿠인다이마에역으로 개칭.
- 2009년 4월 1일 : 종일 무인화. 자동 발권기 철거.

## 인접 역
| 고난 철도 오와니 선          | 고난 철도 오와니 선 | 고난 철도 오와니 선          |
| ---------------------------- | ------------------- | ---------------------------- |
| 세이아이추코마에 오와니 방면 | ■ 오와니 선         | 히로코시타 주오히로사키 방면 |